# フルク (ヴァンドーム伯)
フルク・ド・ヴァンドーム（フランス語：Foulques de Vendôme, ? - 1066年11月21日）は、ヴァンドーム伯（在位：1028年 - 1032年、1056年 - 1066年）。フルク・ド・ヌヴェール（Foulques de Nevers）、ロワソン（l'Oison, 鵞鳥伯）と称された。

## 生涯
2代前のヴァンドーム伯ボドン・ド・ヌヴェールとその妻アデール・ド・ヴァンドーム＝アンジューの次男。
1028年、実兄ヴァンドーム伯ブシャール2世が亡くなった際、 母アデールがヴァンドーム伯領の半分を相続し、もう半分の領地をフルクが相続し共治した。
ヴァンドーム伯領全土を自分1人で支配できないことに不満を抱いていたフルクは自分のヴァンドーム伯領全土の統治権を主張し、母アデールをヴァンドームから追放しようとしたが、追い出される前にアデールは先手を打ち、自分のヴァンドーム伯領半分の統治権を放棄して異母弟アンジュー伯ジョフロワ2世マルテルに譲渡して間もなくフルクは叔父ジョフロワ2世により鎮圧され、1032年にはヴァンドーム全土を略取されてしまった。
1056年にフランス王アンリ1世からの要請により、ようやくジョフロワ2世マルテルはフルクにヴァンドーム伯領統治権を返還したが、それ以降もフルクはジョフロワ2世の家臣となり臣従せざるを得なかった。
ちなみに母アデールはヴァンドーム伯領半分をジョフロワ2世に譲渡した後、40歳ほどで1032年から1035年の間に死去した。すなわち、母を追放せずとも6年ほど辛抱すればフルク・ロワソンは叔父に鎮圧されることなく、ヴァンドーム全土の統治者となり得たのである。渾名のロワソン（l'Oison）はフランス語で“鵞鳥”を意味するが、“愚か者”という意味もあり、いかに愚かにヴァンドーム全土を略取されたかを皮肉られ、そのように呼ばれたとされる。
再びヴァンドーム伯となった後もフルクはブロワ伯ティボー3世とアンジュー伯ジョフロワ2世が設立したラ=トリニテ修道院と対立し定期的に抗争を繰り返し、1066年に死去した。

## 子女
シャトー＝ゴンティエ卿ルノー2世の娘ペトロニーユと結婚し、2男2女をもうけている。
- ブシャール3世若伯 - ヴァンドーム伯位を継承
- アガット - ボーモン副伯ラウル・パイヤンと結婚
- ユーフロジーヌ - プルイリー卿ジョフロワ3世と結婚、夫はブシャール3世の死後ヴァンドーム伯ジョフロワ2世となった
- ジョフロワ